# Šehzade Ahmet
Šehzade Ahmet (asi 1466 – 24. dubna 1513) byl osmanský princ, který v letech 1512–13 bojoval o trůn. (Šehzade znamená v turečtině a perštině princ, následník)

## Pozadí
Ahmet byl nejstarším žijícím synem sultána Bayezida II. Jeho matkou byla konkubína Bülbül Hatun. Podle osmanských tradic museli všichni princové (şehzade) spravovat provincie (sanjak) v Anatolii, aby byli připraveni vládnout. Ahmet byl guvernérem Amasiye, důležitým městem v Anatolii. I když tento status nebyl oficiální, byl v posledních letech vlády svého otce korunním princem. Výrazně jej podporoval tehdejší velkovezír Hadim Ali Paša.

## Sourozenci
Ahmet měl dva žijící bratry; Korkuta, který byl guvernérem Antalye a Selima, guvernéra Trabzonu (pozdějšího sultána). Pravidla určují, že ten princ, který jako první po smrti sultána dorazí do Istanbulu má právo na trůn (a také začaly boje mezi bratry; jednou to způsobilo i Osmanské interregnum). Nejvíce tedy záleželo na poloze místa, kde princové působili jako guvernéři; Ahmet měl tehdy největší šanci, protože jeho provincie byla v blízkosti Istanbulu.
I když byl Selimův syn Sulejman poslán do Bolu, malé provincie nedaleko Istanbulu, na Ahmetovo přání byl poslát do Feodosije na Krymu. Selim to viděl jako podporu jeho staršího bratra a chtěl se stát guvernérem Rumelie (Evropské části říše). Také odmítl, aby rumelské provincie spravovali pašové, kteří nejsou v manželství s princeznami, v čemž ho podporoval i jeho tchán, Mengli I. Geraj, který pak získal provincii Semendire (dnešní Smederevo v Srbsku), které bylo také součástí Rumelie, ale bylo daleko od Istanbulu. Nicméně Selim pak zůstal v Istanbulu místo aby do nové provincie odešel. Jeho otec se však nevzdal; sesadil ho z trůnu po bitvě v srpnu roku 1511. Selim poté utekl na Krym.

## Povstání v Şahkulu
Zatímco Bayezid bojoval se Selimem, Ahmet byl povolán do Anatolie, aby potlačil povstání v Şahkulu. Nicméně místo aby Ahmet bojoval, snažil se zvítězit nad vojáky, kteří bránili Istanbul, aby se sám mohl zmocnit trůnu. Tento boj ho stál hodně vojáků a hlavně jeho největšího podporovatele Hadima Aliho Pašu. 

## Vláda v Konyi
Když slyšel o otcově sesazení z trůnu, prohlásil se za sultána Anatolie a začal bojovat s jedním ze svých synovců (jehož otec byl již mrtev). Obsadil Konyu a zeptal se svého otce, jestli by mu vrátil jeho původní provincii, kterou by řídil stejně jako Konyu. Chtěl také nastoupit na trůn, ale jeho pokusy selhaly, protože mu vojáci zablokovali cestu, jelikož chtěli jako sultána Selima. Selim se mezitím vrátil z Krymu, přemluvil otce Bayezida, aby abdikoval a sám sebe prohlásil za sultána.

## Bitvy se Selimem
Ahmet pokračoval ve funkci guvernéra v Anatolii v prvním měsících Selimovy vlády. Nakonec se uskutečnila mezi bratry bitva v Yenişehir v Burse dne 24. dubna 1513. Ahmet byl rychle poražen; byl zajat a krátce na to popraven. 

## Rodina
Konkubíny
Ahmed měl tři manželky, o kterých jsou záznamy:
- Nergisşah Hatun, dcera prince Mustafy, vnučka sultána Mehmeda II. a Gülşah Hatun.
- Şah Hatun
- Gülçiçek Hatun

Synové
Ahmet měl sedm synů:
- Šehzade Murad (asi 1495 – 1519)
- Šehzade Sultán Alaeddin (asi 1496 – 14. května 1513)
- Šehzade Sultan Suleiman (asi 1497 – 25. dubna 1513)
- Šehzade Sultan Osman (asi 1498 – 24. dubna 1513)
- Šehzade Sultan Ali (asi 1499 – 24. dubna 1513)
- Šehzade Sultán Mehmed (asi 1500 – 24. dubna 1513)
- Šehzade Sultan Kasim (asi 1501 – 29. ledna 1518);

Dcery
Ahmet měl tři dcery:
- Kamerşah Sultan
- Fatma Sultan
- Fahrihan Sultan